# Attmar
Attmar är kyrkbyn i Attmars socken och en tidigare småort i Sundsvalls kommun. Vid östra sidan om Attmar ligger sjön Marmen. Från 2015 ingår Attmar i Lucksta tätort och småorten har upplösts.
Attmars kyrka ligger här.